# Eumacrodes
Eumacrodes is een geslacht van vlinders van de familie spanners (Geometridae), uit de onderfamilie Sterrhinae.

## Soorten
- E. euthysticta Prout, 1918
- E. excilinea Warren, 1906
- E. punctulata Snellen, 1887
- E. yponomeutaria Guenée, 1858